# Cantate pour Jodok Stülz
La Cantate pour Jodok Stülz, WAB 15, est une cantate composée par Anton Bruckner en 1855.

## Historique
Cette cantate, appelée aussi Festgesang (Cantique de fête), est la dernière des trois grandes compositions de ce type.
Le 6 décembre 1855, Bruckner composa cette cantate pour la fête du nom de Jodok Stülz, le doyen de l'Abbaye de Saint-Florian, en guise d'Adieu à Saint Florian, trois semaines avant de déménager à Linz. L'œuvre a été exécutée le 13 décembre 1855 (fête de Saint Josse - Jodok en allemand) ou la veille au soir. Le manuscrit est archivé à l'Abbaye.
Le manuscrit a été retrouvé en 1921 par Franz Xaver Müller dans l'archive de l'Abbaye. Un fac-similé a été d'abord publié dans le Volume II/2, pp. 241-244 de la biographie Göllerich/Auer. L'œuvre est éditée dans le Volume XXII/1, no 5 de la Gesamtausgabe.

## Texte
L'auteur du texte utilisé pour la cantate est inconnu.
| Sankt Jodok sproß aus edlem Stamme, der Glanz der Welt hat ihm gelacht. Doch ihm war Gott der höchste Name, und dem hat er sich dargebracht. In Einsamkeit zurückgezogen, ging er dort selig seine Bahn und schritt, so fern von Sturm und Wogen, zum hehren Himmel still hinan! Dein Sinn ist so auf Gott gerichtet, was recht, was gut, fühlt deine Brust. Du fühlst dich nur dem Herrn verpflichtet, und sein Gesetz nur bringt dir Lust. Du bist der Vater deiner Herde, ihr Heil ist wahrlich all dein Glück, und bebest nicht vor der Beschwerde so wie ein Mietling feig zurück. Aus weiter Fern' bist du gekommen, ihr beizustehen in Streit und Tod, als du die Kunde dort vernommen, dass ihr die böse Seuche droht. Du pflegst das Herz der lieben Kleinen, du führst Erwachsene zu Gott, weißt Ernst mit Güte zu vereinen und linderst tröstend jede Not. Du leuchtest vor durch deine Taten und unterstützest so dein Wort, und nie noch sah man dich ermatten, du schrittest kräftiger nur fort. Nicht minder ziert dich edles Wissen, du kennst Geschichte meisterhaft, und was Archive tief verschließen, hast manches du ans Licht geschafft. So sei denn Gott auf deinen Wegen, er tröste dich, wird es dir bang! Stets kommt dir seine Huld entgegen und er erhalte dich uns lang! | Saint Josse était issu d'une noble famille, Et l'éclat du monde lui souriait. Cependant, Dieu lui était sa première préoccupation, Et il s'était dévoué à Lui. Retiré dans la solitude, Il y vivait sa vie saintement Et menait ses pas, loin des tempêtes et des remous, Calmement jusqu'à la béatitude du Ciel ! Tes pensées étaient ainsi dirigées vers Dieu, Que tu ressentais que ce qui est juste, est bon. Tu ne te sentais qu'engagé au Seigneur, Et seule sa loi était ton plaisir. Tu es le père de tes ouailles, Et leur salut est vraiment ta seule joie, Et tu n'hésites pas devant les charges, Comme le ferait un mercenaire. Tu es venu de très loin, Pour les assister lors du combat et de la mort, Lorsque tu avais appris Qu'un fléau les menaçait. Tu prends soin du cœur de tes enfants chéris, Tu les diriges en adultes vers Dieu, Tu sais combiner le sérieux avec le bien Et allèges avec consolation l'adversité. Tu brilles par tes actions Et soutiens ainsi tes paroles, Et on ne te voyait jamais te fatiguer, Tu n'en agissais que plus intensément. Ton noble savoir t’honore aussi, Tu es un expert en histoire, Et ce qui oublié dans les archives, Tu l'apportes souvent à la connaissance. Que Dieu reste sur ton chemin, Qu'il te console, si tu étais apeuré ! Sa grâce est toujours avec toi, Qu'elle te préserve longtemps pour nous ! |

L'œuvre de 143 mesures en do majeur est conçue pour chœur mixte, solistes soprano, ténor et basse, et piano.

## Composition
La cantate est en six parties :
1. Récitatif "Sankt Jodok sproß" : soliste basse (mesures 1-7)
2. Aria "In Einsamkeit zurückgezogen" : soliste basse (mesures 8-23)
3. Choeur "Du bist der Vater" : chœur mixte (mesures 27-79) - Ziemlich langsam, gemütlich
4. Aria "Du pflegst das Herz" : soliste soprano (mesures 80-102) - Langsam, mit Gefühl
5. Récitatif "Nicht minder ziert" : soliste ténor soliste (mesures 103-109)
6. Choeur final "Heil unserm Vater": chœur mixte (mesures 100-143) - Mäßig langsam[2],[4]

Bien qu'elle contient déjà des idées typiques du compositeur, cette cantate en six parties est quelque peu archaïque avec ses deux récitatifs, arias et chœurs. Les arias ont une allure baroque, avec instrument en basse chiffrée accompagnant les solistes. Les parties chorales - un peu comme celles de Michael Haydn - ont, avec leur phrasé en imitations, une allure de contrepoint fleuri.

## Discographie
Il y a un seul enregistrement de la Cantate pour Jodok Stülz :
- Thomas Kerbl, Chorvereinigung Bruckner 2011, Anton Bruckner Lieder/Magnificat – CD : LIVA 046, 2011

## Sources
- August Göllerich, Anton Bruckner. Ein Lebens- und Schaffens-Bild, vers 1922 – édition posthume par Max Auer, G. Bosse, Ratisbonne, 1932
- Anton Bruckner – Sämtliche Werke, Band XXII/1: Kantaten und Chorwerke I (1845-1855), Musikwissenschaftlicher Verlag der Internationalen Bruckner-Gesellschaft, Franz Burkhart, Rudolf H. Führer et Leopold Nowak (Éditeurs), Vienne, 1987 (Aussi sur IMSLP: Neue Gesamtausgabe, XXII/1. Kantaten und Chorwerke Teil 1: Nr. 1-5)
- Uwe Harten, Anton Bruckner. Ein Handbuch. Residenz Verlag, Salzbourg, 1996.  (ISBN 3-7017-1030-9)
- Cornelis van Zwol, Anton Bruckner 1824-1896 – Leven en werken, uitg. Thot, Bussum, Pays-Bas, 2012.  (ISBN 978-90-6868-590-9)
- Crawford Howie, Anton Bruckner - A documentary biography, édition révisée en ligne